# Апеляційний суд Тернопільської області
Апеляційний суд Тернопільської області — колишній загальний суд апеляційної (другої) інстанції, розташований у місті Тернополі, юрисдикція якого поширювалася на Тернопільську область.
Суд здійснював правосуддя до початку роботи Тернопільського апеляційного суду, що відбулося 3 жовтня 2018 року.

## Керівництво
Голова суду — Гірський Богдан Ориславович
 Заступник голови суду — Стадник Олег Богданович
 Керівник апарату — Базан Оксана Романівна.

## Показники діяльності у 2015 році
У І півріччі 2015 року на розгляді перебувало 954 цивільні справи, з яких 861 надійшло в зазначеному періоді. Розглянуто 648 справ. Скасовано і змінено 269 рішень та ухвал.
У І півріччі 2015 року розглянуто 246 кримінальних справ. Скасовано і змінено 84 вироків.
Крім того, в І півріччі 2015 року розглянуто 73 скарги на рішення в адміністративних справах.